# Clodia vittata
Clodia vittata là một loài bọ cánh cứng trong họ Cerambycidae.